# Csongrád-Csanád vármegyei 1. sz. országgyűlési egyéni választókerület
A Csongrád-Csanád vármegyei 1. számú országgyűlési egyéni választókerület egyike annak a 106 választókerületnek, amelyre a 2011. évi CCIII. törvény Magyarország területét felosztja, és amelyben a választópolgárok egy-egy országgyűlési képviselőt választhatnak. A választókerület nevének szabványos rövidítése: Csongrád-Csanád 01. OEVK. Székhelye: Szeged

## Területe
A választókerület az alábbi településeket foglalja magába:
1. Deszk
2. Ferencszállás
3. Klárafalva
4. Kübekháza
5. Szeged választókerülethez tartozó területének határvonala:
A Sándorfalvi út középvonala a városhatáron belépési ponttól az algyői vasútvonalig, a vasútvonal az Izabella hídig, az Izabella híd középvonala a Kossuth Lajos sugárútig, a Kossuth Lajos sugárút középvonala a Széchenyi téren keresztül egyenes vonalban a Vörösmarty utcáig, a Vörösmarty utca középvonala a Stefániáig, a Stefánia középvonala a Belvárosi hídig, a Belvárosi híd középvonala a híd közepéig, a Tisza középvonala folyásiránnyal szemben a Maros tiszai torkolatáig, a Maros középvonala a városhatárig, a városhatár vonala déli irányban a Kamara-töltésig, a Kamara-töltés az újszeged-makói vasútvonalig, a vasútvonal déli irányban az Újszentiváni útig, az Újszentiváni út középvonala a városhatárig, a városhatár vonala az óramutató járásával ellentétes irányban a kiindulási pontig.
6. Tiszasziget
7. Újszentiván

## Országgyűlési képviselője
| Név          | Párt                                         | Párt | Terminus | Megjegyzés                                   |
| ------------ | -------------------------------------------- | ---- | -------- | -------------------------------------------- |
| Szabó Sándor |                                              | MSZP | 2014 –   | A 2014-es országgyűlési választás eredménye: |
| Szabó Sándor | A 2018-as országgyűlési választás eredménye: | MSZP | 2014 –   |                                              |
| Szabó Sándor | A 2022-es országgyűlési választás eredménye: | MSZP | 2014 –   |                                              |

## Demográfiai profilja
| Iskolai végzettség                | Iskolai végzettség               | Iskolai végzettség | Iskolai végzettség | Iskolai végzettség |
| --------------------------------- | -------------------------------- | ------------------ | ------------------ | ------------------ |
|                                   |                                  |                    |                    | fő                 |
| Általános iskolát nem végezte el  | Általános iskolát nem végezte el |                    | 942                | 942                |
| Általános iskola                  | Általános iskola                 |                    | 9881               | 9881               |
| Szakmunkás                        | Szakmunkás                       |                    | 15127              | 15127              |
| Érettségi                         | Érettségi                        |                    | 31059              | 31059              |
| Diploma                           | Diploma                          |                    | 24315              | 24315              |
| A 2022. évi népszámlálás szerint. |                                  |                    |                    |                    |

A Csongrád-Csanád vármegyei 1. sz. választókerület lakónépessége 2022. október 1-jén 95 715 fő volt. A 2011-es és a 2022-es népszámlálás között 5009 fővel csökkent a választókerület lakosság száma. A választókerületben a korösszetétel alapján a legtöbben a középkorúak élnek 33 392 fővel, míg a legkevesebben a gyermekek 14 391 fővel. A választókerület lakosságának a 87,5%-nál van internet elérési lehetőség.
A legmagasabb befejezett iskolai végzettség szerint az érettségi végzettséggel rendelkezők élnek a legtöbben 31 059 fő, utánuk a következő nagy csoport a diplomások 24 315 fővel.
Gazdasági aktivitás szerint a lakosság több mint a fele foglalkoztatott 49 779 fő, második legjelentősebb csoport az inaktív keresők, akik főleg nyugdíjasok 22 349 fővel.
A választókerület legjelentősebb nemzetiségi csoportja a szerb 836 fő, illetve a német 540 fő. Magyar állampolgársággal nem rendelkező külföldi állampolgárok aránya 1,5%.
Vallási összetétel szerint a választókerületben lakók legnagyobb vallása a római katolikus (22 076 fő), valamint jelentős közösség még a reformátusok (3482 fő). A vallási közösséghez nem tartozók száma szintén jelentős (15 959 fő), a választókerületben a második legnagyobb csoport a római katolikus vallás után.

## Országgyűlési választások
| Párt                                                        |                        | Jelölt                 | Szavazatok | %     | ± %   |
| ----------------------------------------------------------- | ---------------------- | ---------------------- | ---------- | ----- | ----- |
| Egységben Magyarországért                                   |                        | Szabó Sándor           | 27 443     | 49,51 | 11,25 |
| Fidesz-KDNP                                                 |                        | Bartók Csaba           | 20 159     | 36,37 | 0,72  |
| Mi Hazánk                                                   |                        | Lékó Julianna          | 3162       | 5,70  | Új    |
| MKKP                                                        |                        | Nagy Ferenc            | 2163       | 3,90  | 1,31  |
| Független                                                   |                        | Szabó Bálint           | 1123       | 2,03  | Új    |
| MEMO                                                        |                        | Veszelinov Annamária   | 1006       | 1,81  | Új    |
| Normális Párt                                               |                        | Budai Gabriella        | 376        | 0,68  | Új    |
| Megjelent                                                   | Megjelent              | Megjelent              | 56 077     | 69,64 | 1,09  |
| Választópolgárok száma                                      | Választópolgárok száma | Választópolgárok száma | 80 527     | 100   | 4,15  |
| A MSZP az ellenzéki összefogás részeként tartja a körzetet. |                        |                        |            |       |       |

| Párt                                 |                        | Jelölt                 | Szavazatok | %     | ± %   |
| ------------------------------------ | ---------------------- | ---------------------- | ---------- | ----- | ----- |
| MSZP-Párbeszéd                       |                        | Szabó Sándor           | 25 748     | 43,67 | 4,24  |
| Fidesz-KDNP                          |                        | Bartók Csaba           | 21 019     | 35,65 | 1,67  |
| Jobbik                               |                        | Tóth Péter             | 6501       | 11,03 | 3,59  |
| LMP                                  |                        | Bodrog Zoltán          | 2560       | 4,34  | 3,41  |
| MKKP                                 |                        | Pál Anna               | 1525       | 2,59  | Új    |
| Momentum                             |                        | Mihálik Edvin          | 1015       | 1,72  | Új    |
| Egyéb pártok                         |                        |                        | 592        | 1     | 2,96  |
| Megjelent                            | Megjelent              | Megjelent              | 59 416     | 70,73 | 10,23 |
| Választópolgárok száma               | Választópolgárok száma | Választópolgárok száma | 84 006     | 100   | 1,59  |
| Az MSZP-Párbeszéd tartja a körzetet. |                        |                        |            |       |       |

| Párt                                                  | Párt                   | Jelölt                   | Szavazatok | %     |
| ----------------------------------------------------- | ---------------------- | ------------------------ | ---------- | ----- |
|                                                       | Összefogás             | Szabó Sándor             | 20 131     | 39,43 |
|                                                       | Fidesz-KDNP            | Dr. Bohács Zsolt         | 17 346     | 33,98 |
|                                                       | Jobbik                 | Rácz Tibor               | 7463       | 14,62 |
|                                                       | LMP                    | Tanács Eszter            | 3956       | 7,75  |
|                                                       | Szociáldemokraták      | Mészáros Zoltán Miklósné | 129        | 0,25  |
|                                                       | Egyéb pártok           |                          | 2024       | 3,96  |
| Megjelent                                             | Megjelent              | Megjelent                | 51 639     | 60,5  |
| Választópolgárok száma                                | Választópolgárok száma | Választópolgárok száma   | 85 357     | 100   |
| Az MSZP az Összefogás részeként nyeri meg a körzetet. |                        |                          |            |       |

## Ellenzéki előválasztás – 2021
| Frakció                            |                 | Jelölő szervezetek                  | Jelölt          | Szavazatok | %     |
| ---------------------------------- | --------------- | ----------------------------------- | --------------- | ---------- | ----- |
| MSZP                               |                 | MSZP, Párbeszéd, Momentum, LMP, MMM | Szabó Sándor    | 6398       | 72,85 |
| DK                                 |                 | DK, Jobbik                          | Binszki József  | 2385       | 27,15 |
| Összes szavazat                    | Összes szavazat | Összes szavazat                     | Összes szavazat | 8783       |       |
| Szabó Sándor nyeri meg a körzetet. |                 |                                     |                 |            |       |